# South Tarawa
South Tarawa (på gilbertesisk og engelsk: Teinainano Urban Council eller forkortet TUC) er den officielle hovedstad i republikken Kiribati. Byen ligger på Tarawa atollen. Der var pr. 2005 ca. 44.500 indbyggere, hvilket er ca. 43 % af indbyggerne i republikken.
| Vejr for Bairiki, Kiribati            | Vejr for Bairiki, Kiribati | Vejr for Bairiki, Kiribati | Vejr for Bairiki, Kiribati | Vejr for Bairiki, Kiribati | Vejr for Bairiki, Kiribati | Vejr for Bairiki, Kiribati | Vejr for Bairiki, Kiribati | Vejr for Bairiki, Kiribati | Vejr for Bairiki, Kiribati | Vejr for Bairiki, Kiribati | Vejr for Bairiki, Kiribati | Vejr for Bairiki, Kiribati | Vejr for Bairiki, Kiribati |
|                                       | Jan                        | Feb                        | Mar                        | Apr                        | Maj                        | Jun                        | Jul                        | Aug                        | Sep                        | Okt                        | Nov                        | Dec                        | År                         |
| ------------------------------------- | -------------------------- | -------------------------- | -------------------------- | -------------------------- | -------------------------- | -------------------------- | -------------------------- | -------------------------- | -------------------------- | -------------------------- | -------------------------- | -------------------------- | -------------------------- |
| Gennemsnitlig maks °C                 | 31,1                       | 31,2                       | 31,3                       | 31,4                       | 31,4                       | 31,5                       | 31,6                       | 31,6                       | 31,4                       | 31,8                       | 31,7                       | 31,5                       | 31,46                      |
| Gennemsnitlig min °C                  | 24,5                       | 25                         | 25,3                       | 25,4                       | 25,7                       | 25,5                       | 25,6                       | 25,7                       | 25,7                       | 25,5                       | 25,4                       | 25,1                       | 25,37                      |
| Gennemsnitlig nedbør mm               | 272                        | 201                        | 188                        | 183                        | 163                        | 137                        | 157                        | 122                        | 89                         | 89                         | 100                        | 200                        | 1,901                      |
| Kilde: World Weather Online (engelsk) |                            |                            |                            |                            |                            |                            |                            |                            |                            |                            |                            |                            |                            |